# Wadōkaichin

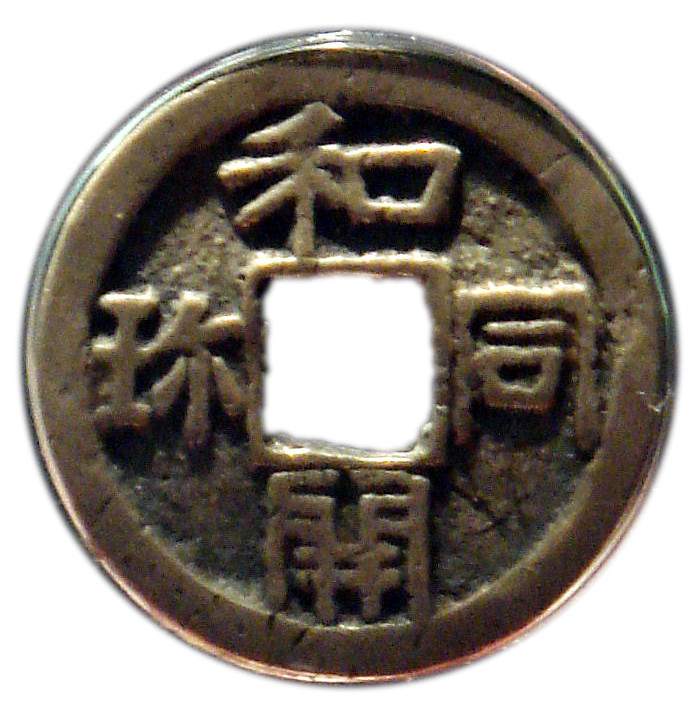
Pièce d'argent wadōkaichin (和同開珎), VIIIe siècle, Japon (Musée de la monnaie de la banque du Japon).

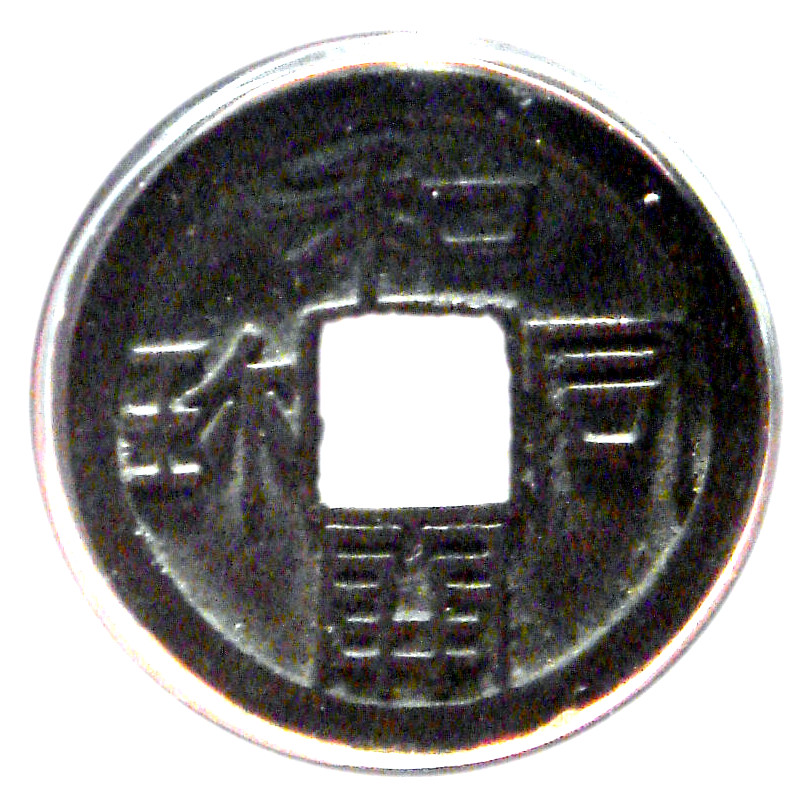
Pièce d'argent wadōkaichin.

Le wadōkaichin (和同開珎), pouvant aussi s’écrire en alphabet latin wadō-kaichin ou wadō-kaihō, est la plus ancienne monnaie officielle japonaise, ayant été fabriquée à partir du 29 août 708, sur l'ordre de l'impératrice Genmei. Elle resta en circulation  jusqu’en 958 ap. J.-C. Ces pièces de monnaie, produites par un système de fonderie, étaient rondes et possédaient un trou de forme carrée en leur milieu. Celles-ci furent les premières d’un type de pièces appelées jūnizeni ou kōchō jūnisen.
Wadōkaichin est la lecture que l’on peut faire des quatre caractères imprimés sur la pièce de monnaie. On suppose que ce nom  proviendrait de la juxtaposition du nom de l’ère Wadō (和銅 « cuivre japonais ») pouvant aussi signifier « bonheur » et de « kaichin » qui aurait un rapport avec « monnaie ».

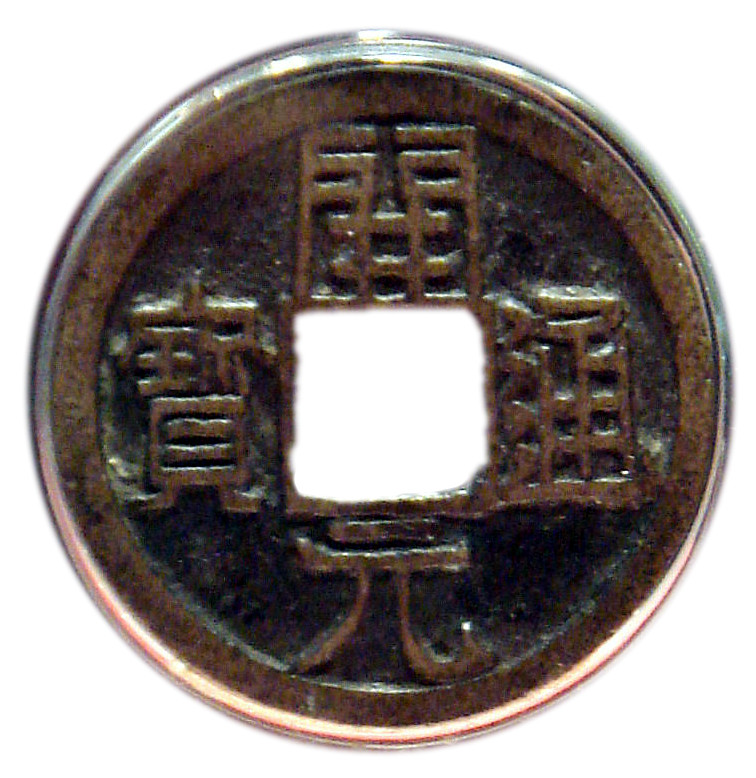
Kaigentsūhō.

Cette devise a été inspirée par la monnaie appelée kai yuan tong bao (開元通宝), de la dynastie Tang (唐) (618-907), fabriquée auparavant à Chang'an en 621 ap. J.-C.  Le wadōkaichin avait les mêmes spécifications que la pièce de monnaie chinoise, avec un diamètre de 2,4 cm et un poids de 3,75 g.
Après l'arrêt de cette production, le Japon connaît durant près de quatre siècles, une circulation de monnaies de type chinois. En 1626, un type national appelé kan'ei tsūhō se met en place dans le cadre du système monétaire Tokugawa.